# ماریا بولاک
ماریا بولاک (انگلیسی: Mariah Bullock؛ زادهٔ ۲۲ فوریهٔ ۱۹۹۱) بازیکن فوتبال اهل ایالات متحده آمریکا است.
از باشگاه‌هایی که در آن بازی کرده‌است می‌توان به بوستون بریکرز و باشگاه فوتبال رین اشاره کرد.
وی همچنین در تیم‌های ملی فوتبال زیر ۲۳ سال زنان ایالات متحده آمریکا و Samoa women's national football team بازی کرده‌است.